# Ares del Bosc
Ares del Bosc és un poble situat dins del terme municipal de Benasau, a la comarca del Comtat. L'any 2009 tenia 25 habitants.
S'ubica a les faldes de la serra de Serrella, a 770 metres d'altitud, junt el barranc d'Ares, afluent dretà del riu Frainós.
D'origen islàmic, va ser un rafal conquerit per Jaume I, però romanent-hi la població morisca, dins de l'àrea de Penàguila. El 1535 passa a la parròquia d'Alcoleja, junt Benasau, a la qual hi queda incorporada quan forma nou terme. Va patir l'expulsió dels moriscos i va ser repoblada amb cristians. En aquell període, va ser coneguda amb la denominació d'Ares de Penàguila.
Com a llocs d'interés hi destaca l'església de la Mare de Déu dels Àngels (1535), per la qual celebra les seues festes el 2 d'agost. També cal assenyalar el Palau dels Marquesos del Bosch (segle xvi), així com la Font d'Ares i l'antic llavador.

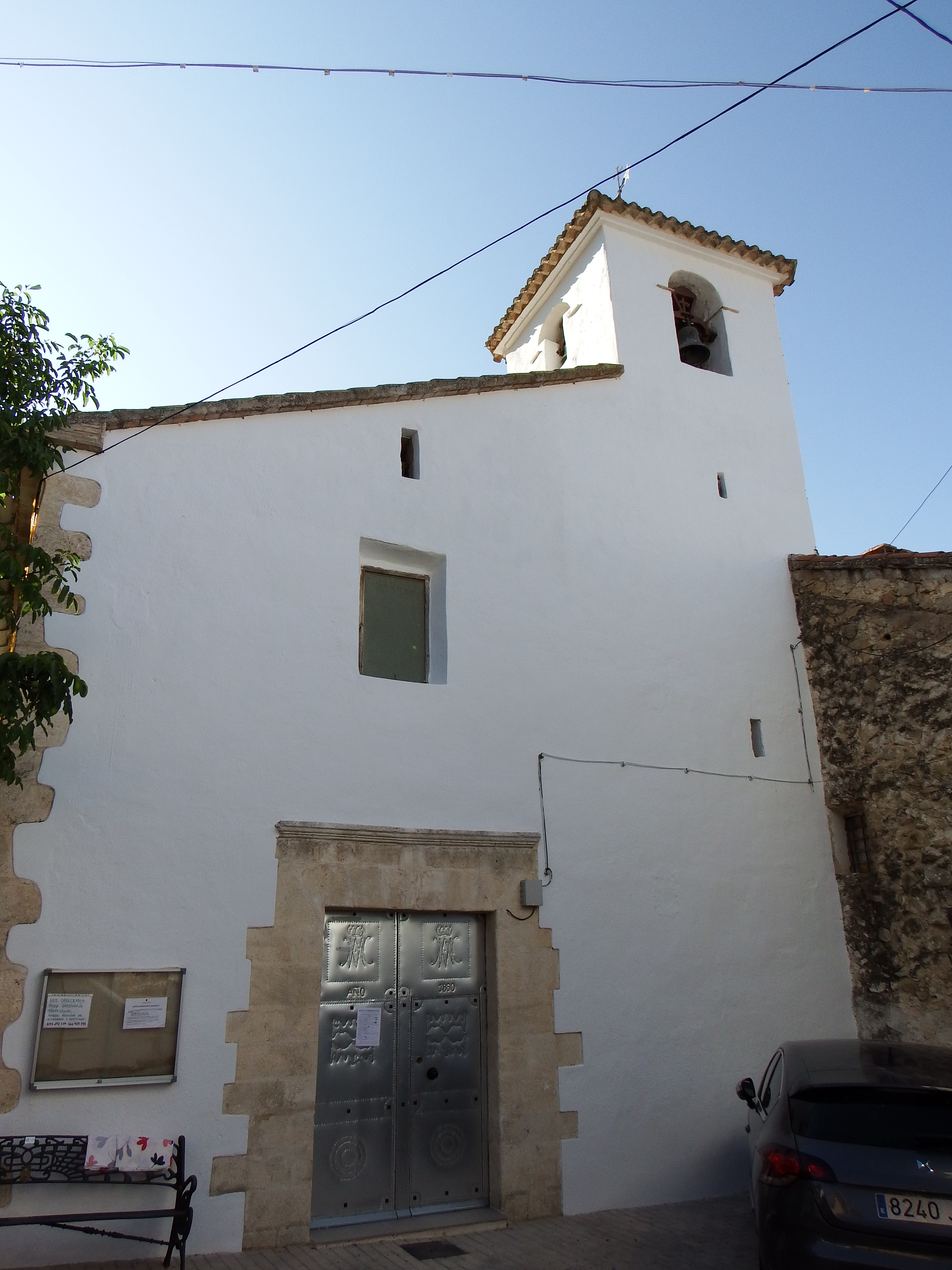
Església de la Mare de Déu dels Àngels
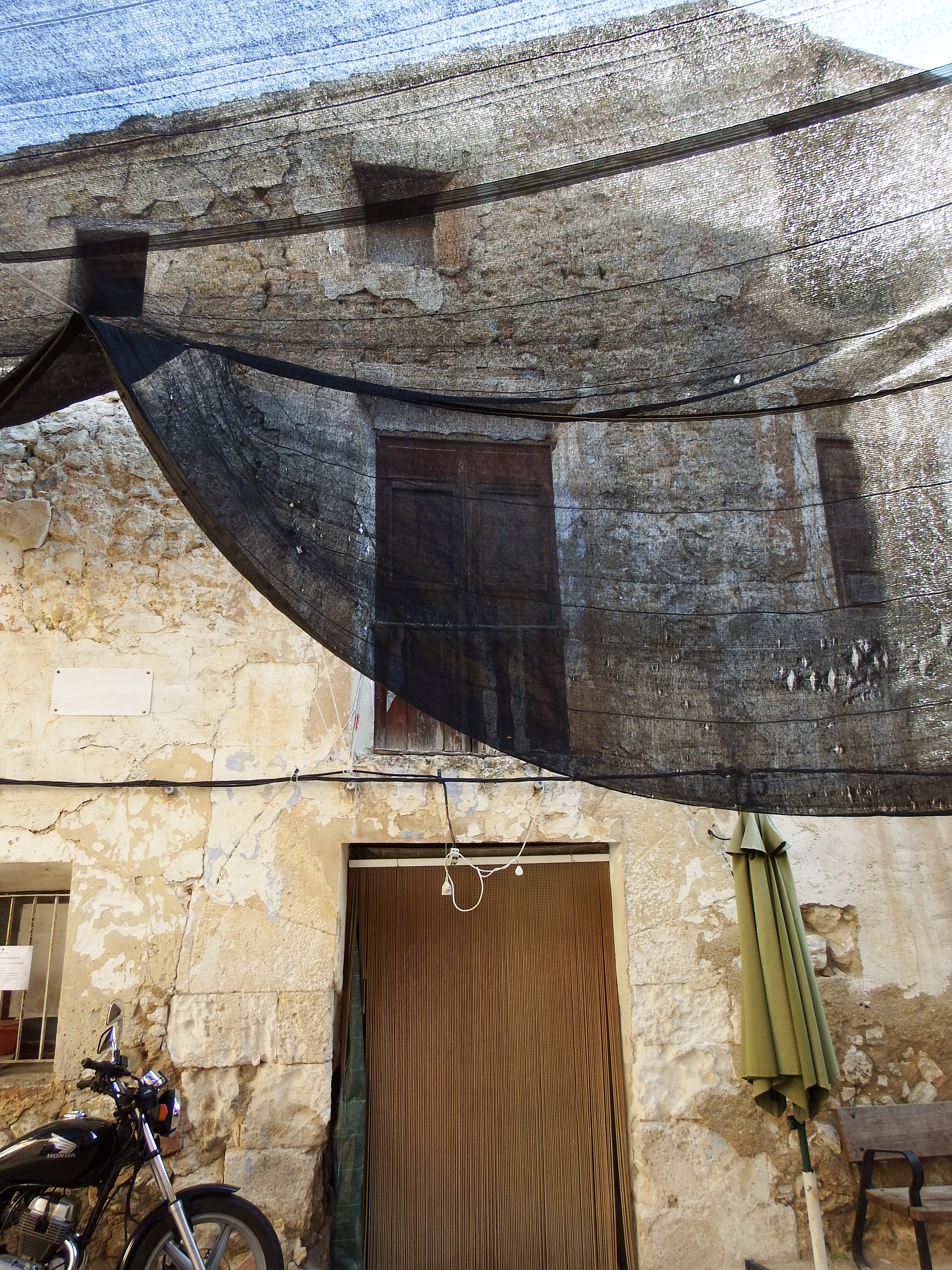
Palau dels Marquesos del Bosch.